# 柯西斷崖

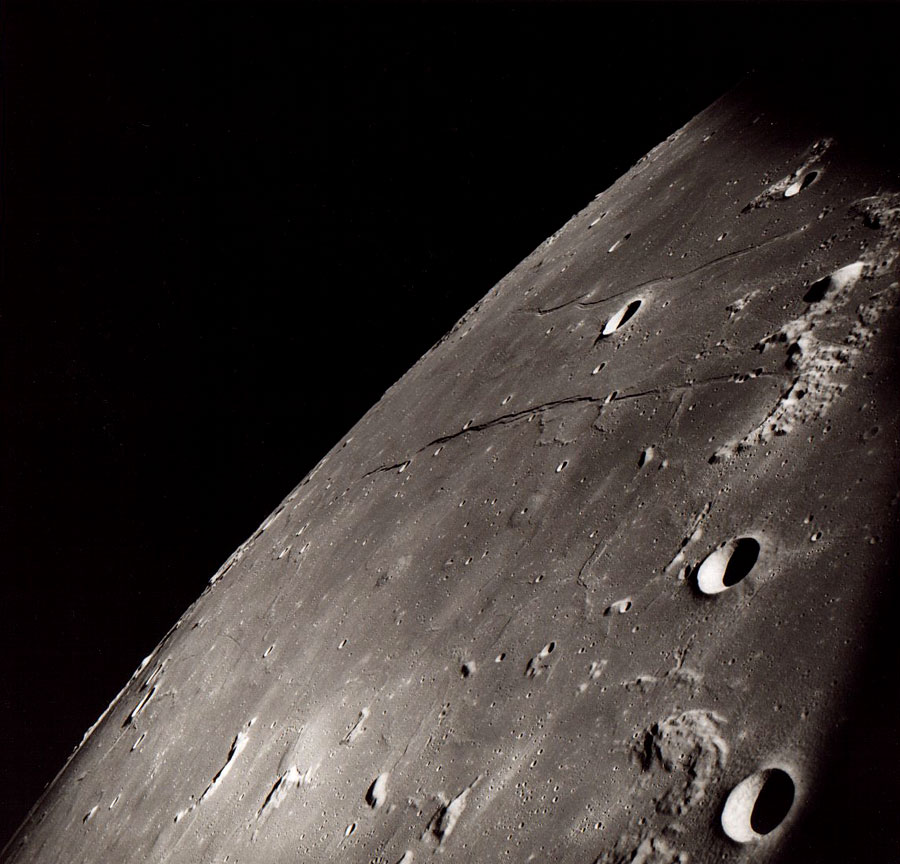
柯西陨石坑(图像顶部)，上方是柯西月溪，下方是柯西断崖，阿波罗8号拍摄

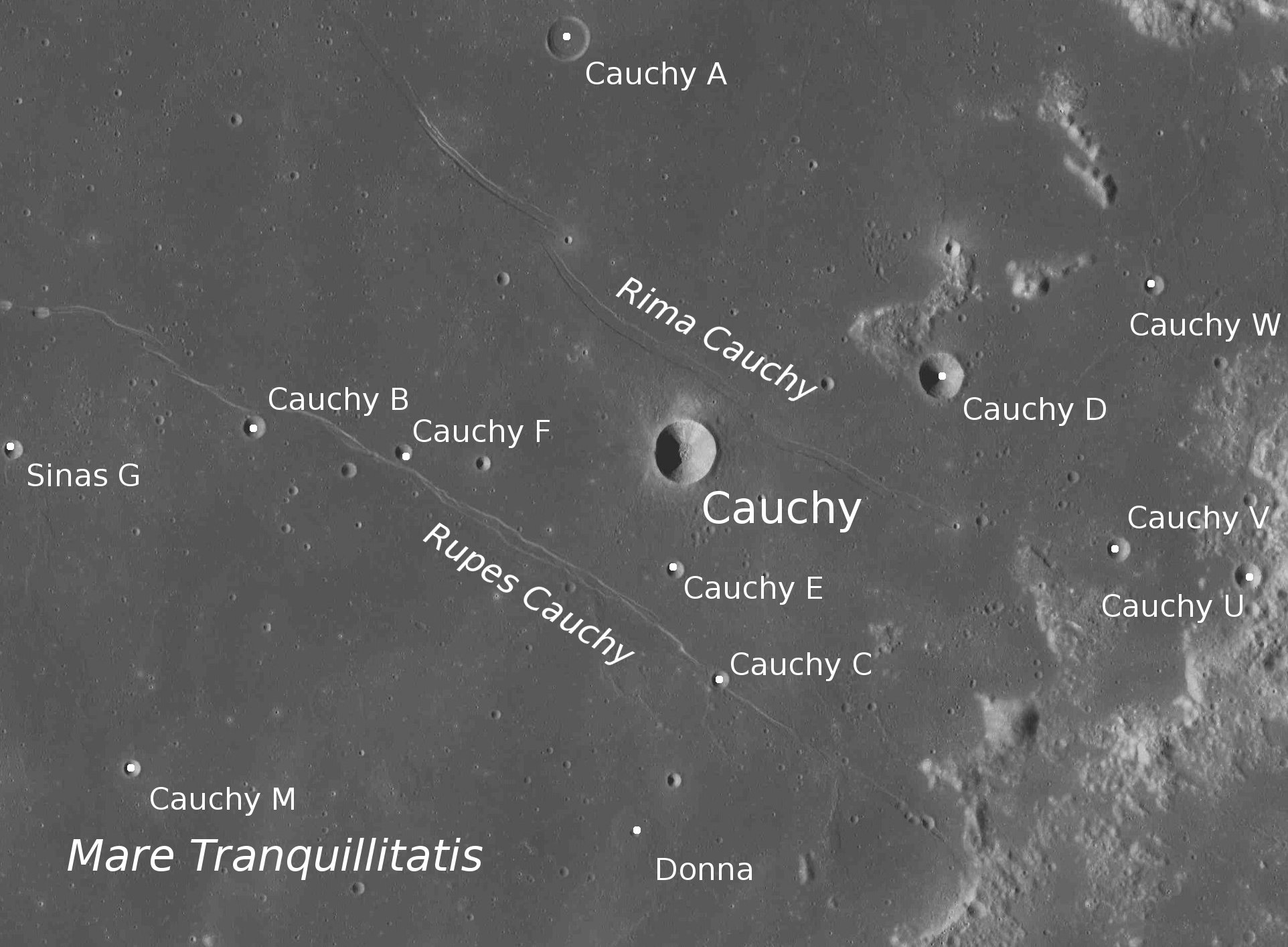
柯西断崖位置图

柯西断崖或柯西峭壁(Rupes Cauchy)是月球表面北纬9.0°、东经37.0°(9°00′N 37°00′E / 9.0°N 37.0°E) 处一条120公里长的断裂地带。它位于静海东北部，从西北向东南延伸，峭壁面朝西南，高度约200〜300米，以附近的柯西陨石坑之名命名。柯西峭壁北面同时分布着一条柯西月溪，从远处看，两者形成了双曲线的两个分支，柯西陨石坑就处于断崖和月溪之间。
新月后的五天内，每当临近晨昏圈，阳光以低角度照射在柯西峭壁时，它就会投下一条薄薄的阴影 。

## 相关文章
- 月球表面特征列表